# Helmuth von Glasenapp
Helmuth von Glasenapp (Berlin, 1891. szeptember 8. – Tübingen, 1963. június 25.) német valláskutató és indológus, a vallástudományok professzora. 1928–1944 között a königsbergi (ma Kalinyingrád) Egyetem, majd 1946–1959 között a Tübingeni Egyetem oktatója.
Magyarul legismertebb Az öt világvallás című műve, amelyben a fő világvallásokat ismerteti és hasonlítja össze. Halála után, 1964-ben németül megjelent önéletrajzi műve: Meine Lebensreise. Menschen, Länder und Dinge, die ich sah (Életem útja. Emberek, országok és dolgok, ahogy láttam).

## Művei

### Magyarul
- Az öt világvallás. Bráhmanizmus, buddhizmus, kínai univerzizmus, kereszténység, iszlám; ford. Pálvölgyi Endre, utószó Lukács József; Gondolat, Bp., 1975 ISBN 963-645-059-5
- Buddhista misztériumok. A gyémánt-szekér titkos tanításai és szertartásrendszere; ford. Szerémy György; Farkas Lőrinc Imre, Bp., 2002 ISBN 9637310541

### Németül
- Die Lehre vom Karman in der Philosophie der Jainas nach den Karmagranthas. Phil. Diss. (Bonn), Harrassowitz, Leipzig, 1915
- Der Hinduismus. Religion und Gesellschaft im heutigen Indien. Kurt Wolff, München, 1922
- Madhvas Philosophie des Vishnu-Glaubens. Mit einer Einleitung über Madhva und seine Schule. Schroeder, Bonn, 1923
- Indien. (Der indische Kulturkreis in Einzeldarstellungen, hg. von Karl Döhring), Georg Müller, München, 1925
- Der Jainismus. Eine indische Erlösungsreligion. Alf Häger, Berlin, 1925
- Brahma und Buddha. Die Religionen Indiens in ihrer geschichtlichen Entwicklung. Deutsche Buchgemeinschaft, Berlin, 1926
- Religiöse Reformbewegungen im heutigen Indien. Hinrichs, Leipzig, 1928
- Heilige Stätten Indiens. Die Wallfahrtsorte der Hindus, Jainas und Buddhisten, ihre Legenden und ihr Kultus. Georg Müller, München, 1928
- Britisch-Indien und Ceylon. (Weltpolitische Bücherei, Band 14) Zentralverlag, Berlin, 1929
- Die Literaturen Indiens von ihren Anfängen bis zur Gegenwart. Athenaion, Potsdam, 1929
- Der Buddhismus in Indien und im Fernen Osten. Schicksale und Lebensformen einer Erlösungsreligion. Atlantis, Berlin, 1936
- Buddhistische Mysterien. Die geheimen Lehren und Riten des Diamant-Fahrzeugs. Spemann, Stuttgart, 1940
- Die Religionen Indiens. Kröner, Stuttgart, 1943
- Die Weisheit des Buddha. Bühler, Baden-Baden, 1946
- Der Stufenweg zum Göttlichen. Shankaras Philosophie der All-Einheit. Bühler, Baden-Baden, 1948
- Die Philosophie der Inder. Eine Einführung in ihre Geschichte und ihre Lehren. Kröner, Stuttgart, 1949
- Die fünf großen Religionen, 2 kötet:
  - 1. kötet: Brahmanismus. Buddhismus. Chinesischer Universalismus. Diederichs, Düsseldorf/Köln, 1951
  - 2. kötet: Islam und Christentum. Diederichs, Düsseldorf/Köln, 1952
- Die Religionen der Menschheit. Ihre Gegensätze und ihre Übereinstimmungen. (Unesco Schriftenreihe, Band 6), Wilhelm Frick, Wien, 1954
- Kant und die Religionen des Ostens. Holzner, Kitzingen-Main, 1954
- Buddhismus und Gottesidee. Die buddhistischen Lehren von den überweltlichen Wesen und Mächten und ihre religionsgeschichtlichen Parallelen. Akademie der Wissenschaften und der Literatur, Mainz, 1954
- Der Pfad zur Erleuchtung. Grundtexte der buddhistischen Heilslehre. Diederichs, Düsseldorf/Köln, 1956
- Glaube und Ritus der Hochreligionen in vergleichender Übersicht. (Fischer Bücherei 346), S. Fischer, Frankfurt am Main, 1960
- Meine Lebensreise. Menschen, Länder und Dinge, die ich sah. Brockhaus, Wiesbaden, 1964

## Bibliográfia
- Károlyi Zoltán: Helmuth von Glasenapp-Bibliographie, Harrassowitz, Wiesbaden, 1968, ISBN 978-3-447-04850-7.

## Fordítás
- Ez a szócikk részben vagy egészben  a   Helmuth von Glasenapp című német Wikipédia-szócikk fordításán alapul.  Az eredeti cikk szerkesztőit annak laptörténete sorolja fel. Ez a jelzés csupán a megfogalmazás eredetét és a szerzői jogokat jelzi, nem szolgál a cikkben szereplő információk forrásmegjelöléseként.